# 포드 루이스 배틀즈
포드 루이스 배틀즈 (Ford Lewis Battles, 1915-1979)는 미국의 신학자이며 장 칼뱅연구의 세계적인 권위자였다. 배틀즈는 1915년 미국의 펜실베니아주의 에리(Erie)에서 태어났다. 웨스트 버지니아 대학교에서 고전학을 전공하였으며, 터프츠 대학교에서 석사를 그리고 C. S. 루이스 밑에서 공부를 하였고, 하트퍼드 신학교 (Hartford Theological Seminary)에서 박사학위를 받았다. 하트퍼드 신학교에서 1950년부터 1970년까지 교수를 하였고, 칼빈 신학교에서 교회역사의 방문교수도 하였다. 칼빈의 라틴어 원전들을 영어로 번역하였으며 초대교회 교부들과 칼빈신학에 관한 여러편의 논문을 출판하였다. 칼빈의 라틴어 기독교 강요를 영어로 번역하였다. 1979년 미시간주 그랜드 래피즈에서 사망했다.

## 같이 보기
- 기독교 강요
- 장 칼뱅
- 장 칼뱅의 신학

## 참고 문헌
- 개혁주의 인명사전, 정성구 편저 (총신대학교출판부, 2001).